# Sinaï (Bible)
Pour les articles homonymes, voir Sinaï (homonymie).

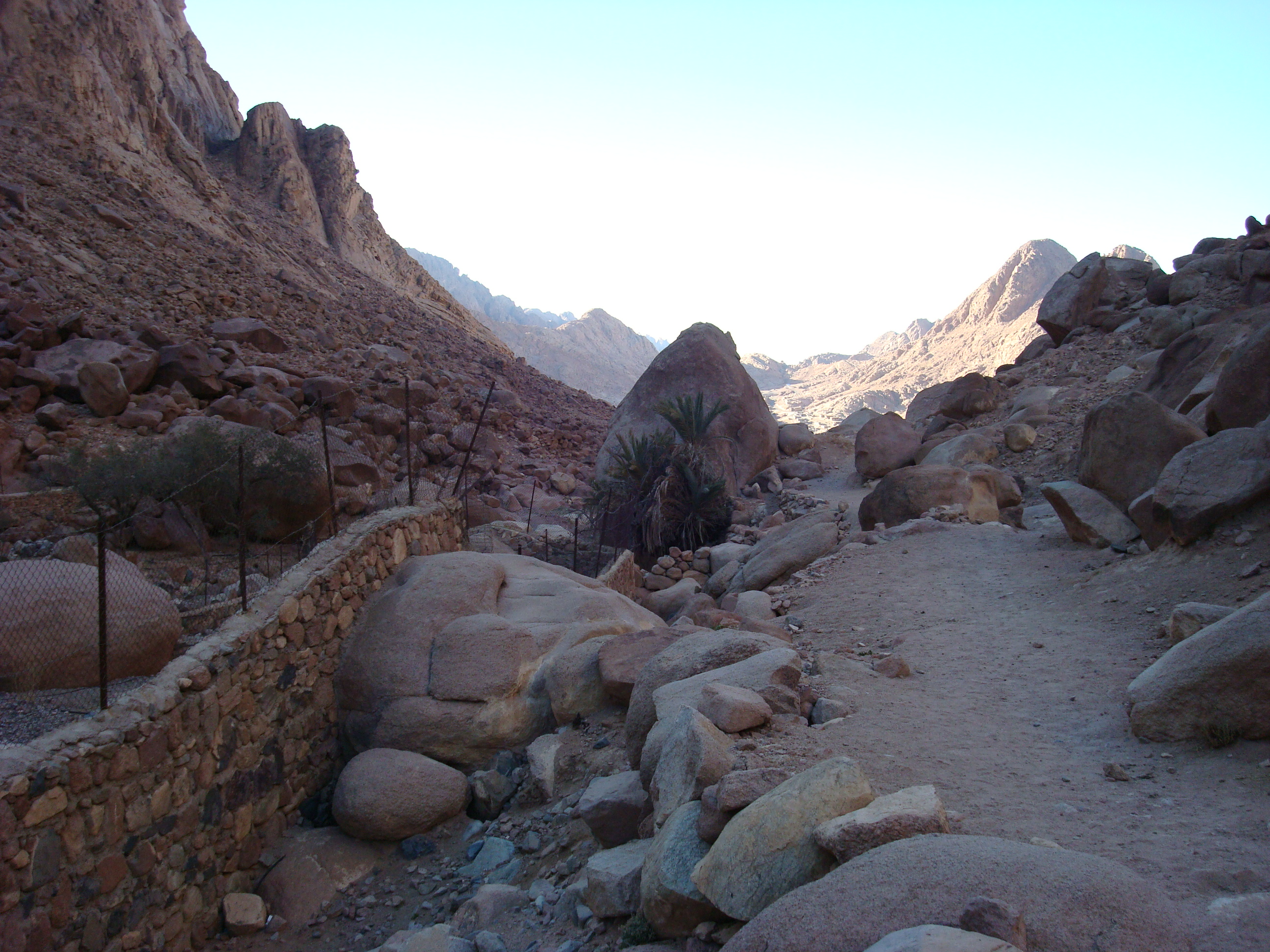
Le Sinaï est un reg auxquels font références plusieurs passages de la Bible.

Dans le Pentateuque, Sinaï désigne à la fois le désert où pérégrinent les Hébreux et la montagne, appelée aussi Mont Horeb, où Moïse reçoit les Tables de la Loi.

## Étymologie
Sinaï pourrait dériver de senèh. Dans le récit littéraire du buisson ardent, le rédacteur biblique du livre de l'Exode opère un procédé de style appelé paronomase, qui consiste en un rapprochement graphique et sonore entre le buisson (« senèh » en hébreu) et la montagne du Sinaï (« sny » en hébreu, lui-même issu de l'hébreu : סֶ֫נֶּה : Senneh). Il a ainsi pour but de relier la théophanie du buisson ardent (passage qui est un assemblage de sources littéraires élohiste et jahviste mettant en scène Dieu identifié au feu) à celle de la péricope du Sinaï (texte de traditions yahviste et élohiste mêlées à quelques éléments deutéronomistes mettant en scène l'alliance mosaïque (en) avec Dieu se manifestant sous forme de nuée).